# Селевкия Пиерия

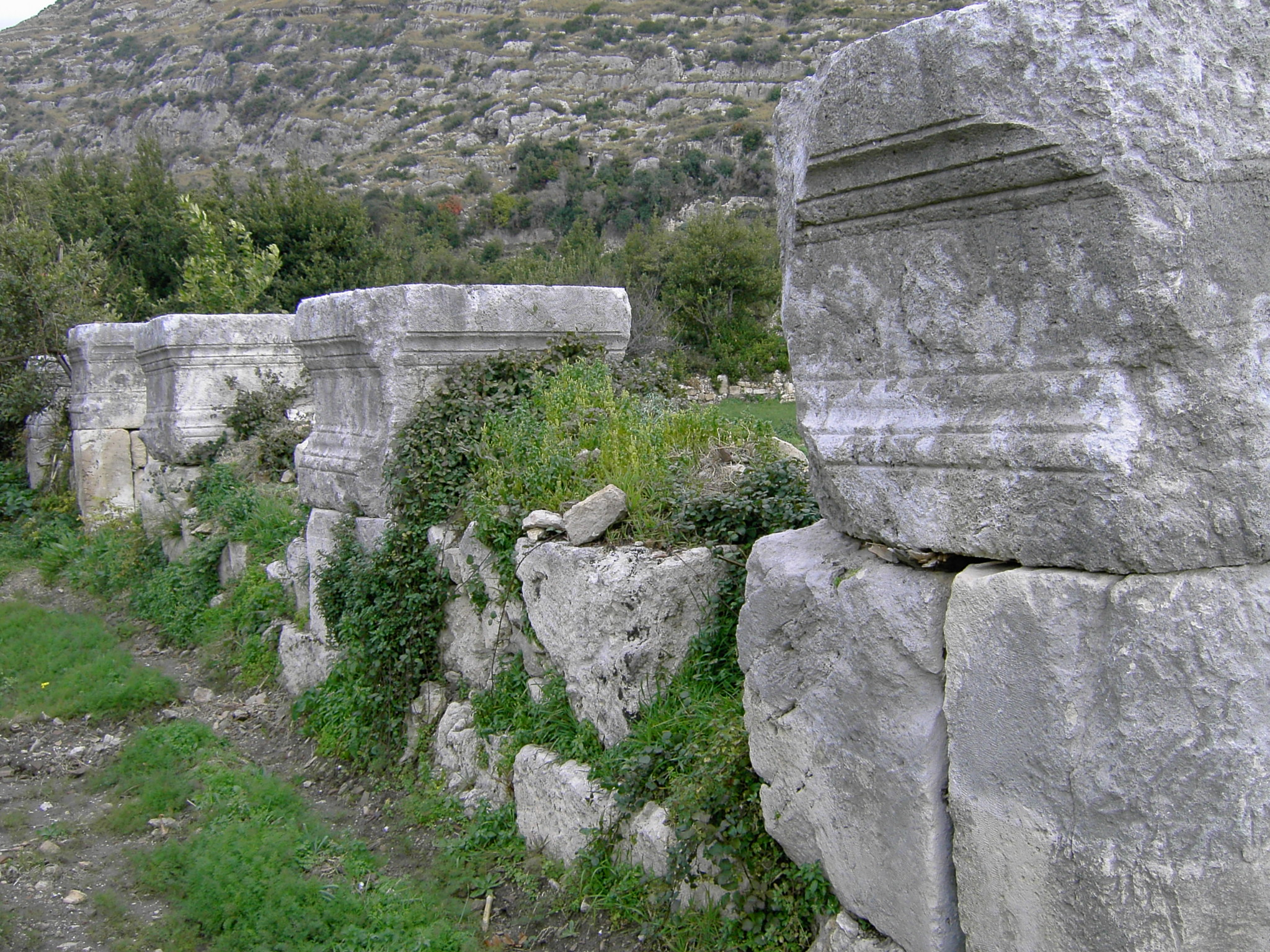
Пьедесталы колонн в Селевкии Пиерии

Селевкия Пиерия (др.-греч. Σελεύκεια Πιερία) — древний город в Сирии, построен Селевком I Никатором в 6 км к северу от устья реки Оронт. Селевкия была одним из городов «сирийского тетраполиса» (он включал в себя ещё Антиохию Сирийскую, Апамею Сирийскую и Лаодикию). Селевкия служила военным и торговым портом Антиохии Великой, расположенной выше по Оронту. Руины города находятся в Турции вблизи приморского поселка Чевлик (тур. Çevlik) вблизи города Самандаг в провинции Хатай.

## История
Селевкия Пиерия была основана в 300 г. до н. э. Селевком I Никатором, одним из генералов Александра Македонского, диадохом и основателем империи Селевкидов. Аппиан Александрийский говорит, что когда Селевк собирался строить город, то «знамение грома предшествовало его основанию, и поэтому он посвятил это божественное место грому. Соответственно жители поклоняются грому и поют ему хвалу и по сей день». Город лежал в устье Оронта недалеко от горы Кассиус и выполнял функции торгового и военно-морского порта Антиохии. Диодор Сицилийский говорит, что первыми колонистами были жители из Антигонии и евреи.
В 241 г. до н. э. в обмен на мир в результате Третьей сирийской войны (также известной как Лаодикийская война, 246—241) Селевкия была отдана Птолемею III с частью северного побережья Сирии.
Город был вновь завоеван Селевкидами во время Четвертой сирийской войны (219—217) царем Антиохом III.
Когда в 86 г. до н. э. империя Селевкидов была покорена армянским завоевателем Тиграном II Великим, Селевкия Пиерия осталась единственным не покорившимся ему городом. Римский полководец Помпей Великий, восстановив государство Селевкидов, отдал город и другие области Месопотамии Антиоху I Теосу Коммагенскому, но де-факто Селевкия оставалась свободной. Город обладал правом на чеканку монет.
Селевкию Пиерию также, чтоб отличать от других Селевкий, называли Селевкией у моря, так как это был главный порт Сирии, затмивший даже Антиохию-на-Иссе. Именно отсюда апостол Павел с Варнавой и Марком отправился в своё первое миссионерское путешествие (Деян. 13:4)
Город был обращен в христианство рано. Известно, что епископ Селевкии Зиновий присутствовал на Никейском соборе в 325 году. В шестом веке в Notitiae Episcopatuum отмечено, что в Селевкии есть автокефальный архиепископ, подчиненный Антиохии; диоцез просуществовал до десятого века (Echos d’Orient, X, 97).
Город пострадал от тяжелого землетрясения в 526 г., от которого уже не оправился. А когда Сасаниды захватили Селевкию около 540 г., то его уже никто не защищал. Он так и не оправился как порт, но аль-Валид ибн Абд аль-Малик, омейядский халиф (705—715), построил крепость в городе. В период крестоносцев использовался как порт Антиохии и был известен под названием Святой Симеон.